# Brevipalpus venutus
Brevipalpus venutus är en spindeldjursart som beskrevs av Baker och James P. Tuttle 1987. Brevipalpus venutus ingår i släktet Brevipalpus och familjen Tenuipalpidae. Inga underarter finns listade.